# Sabrina Duranti
Sabrina Duranti (Roma, 2 dicembre 1967) è una doppiatrice e direttrice del doppiaggio italiana.

## Biografia
Ha dato la voce a Christa Miller in Scrubs - Medici ai primi ferri e Sandra Oh nella serie televisiva Grey's Anatomy e Killing Eve e anche ad altre attrici del grande schermo come Vera Farmiga e Charlize Theron.

## Doppiaggio

### Doppiatrice

#### Cinema
- Vera Farmiga in The Manchurian Candidate, L'evocazione - The Conjuring, The Judge, The Conjuring - Il caso Enfield, The Front Runner - Il vizio del potere, The Nun - La vocazione del male, Godzilla II - King of the Monsters, The Conjuring - Per ordine del diavolo
- Sandra Oh in America dopo, Hard Candy, Rabbit Hole, Ramona e Beezus, Blindness - Cecità, Tammy, Catfight - Botte da amiche, Umma
- Charlize Theron in Men of Honor - L'onore degli uomini, La leggenda di Bagger Vance
- Parker Posey in Josie and the Pussycats, Happy Tears
- Linda Cardellini in Avengers: Age of Ultron, Avengers: Endgame
- Anja Kling in Maga Martina e il libro magico del draghetto, Maga Martina 2 - Viaggio in India
- Sally Hawkins in Non lasciarmi, Bring Her Back - Torna da me
- Cate Blanchett in Veronica Guerin - Il prezzo del coraggio
- Carla Gugino in I pinguini di Mr. Popper
- Genevieve O'Reilly in Rogue One: A Star Wars Story
- Miranda Hart in Spy
- Patsy Kensit in Bersagli innocenti
- Sara Stewart in Batman Begins
- Anna Faris in I segreti di Brokeback Mountain
- Kate Walsh in Noi siamo infinito
- Rose McGowan in Vivere fino in fondo
- Rashida Jones in Quell'idiota di nostro fratello
- Eva Herzigová in I colori dell'anima
- Kathleen Marshall in Principe azzurro cercasi
- Kim Raver in Una notte al museo
- Kate Beahan in Flightplan - Mistero in volo
- Rachael Taylor in Ombre dal passato
- Miranda Otto in Gli ultimi giorni da noi
- Amber Sainsbury in 30 giorni di buio
- Tara Reid in Body Shots
- Claudia Schiffer in Love Actually - L'amore davvero
- Nastassja Kinski in Red Letters
- Bellamy Young in Mission: Impossible III
- Bonnie Somerville in Without a Paddle - Un tranquillo week-end di vacanza
- Catherine Taber in Se solo fosse vero
- Samantha Mathis in American Psycho
- Lucy Liu in Come far perdere la testa al capo
- Sue Cremin in Texas 46
- Linh Dan Pham in Tutti i battiti del mio cuore
- Michael Michele in Alì
- Gina Ravera in Showgirls
- Caifei He in Lussuria - Seduzione e tradimento
- Holly Valance in Io vi troverò
- Iben Hjejle in Defiance
- Olivia Wilde in Anno uno
- Tahyna Tozzi in X-Men le origini - Wolverine
- Gretchen Mol in La scandalosa vita di Bettie Page
- Audrey Dana in Welcome
- Rosamund Pike in We Want Sex
- Arlene Tur in Mangia prega ama
- Stephanie Romanov in Last Night
- Jodhi May in Il mio amico Einstein
- Parker Posey in Happy Tears
- Virginie Efira in Per sfortuna che ci sei
- Anne Heche in Benvenuti a Cedar Rapids
- Erin Cummings in Bitch Slap - Le superdotate
- Catherine Bell in The Good Witch's Gift - Il matrimonio di Cassie, Indizi dal passato
- Katja Flint in L'incubo di Vicky
- Johanna Christine Gehlen in Un milionario per mamma, Emergenza assoluta
- Tracy Griffith in Una seconda chance
- Ute Lemper in Gioco selvaggio
- Lauren Tom in Attori
- Joan Chen in Un sogno da realizzare
- Rose McGowan in Vivere fino in fondo
- Ingrid Bolsø Berdal in La spia
- Kelly Preston in Il gioco dei soldi
- Sophie von Kessel in Tarragona
- Mary Stuart Masterson in Leo, Five Nights at Freddy's
- Poppy Montgomery in Il demone dei ghiacci, Il patto di Cenerentola
- Jennifer Westfeldt in Aspettando il tuo sì
- Lisa Ray in The Summit
- Michele Pawk in Jeffrey
- Darcy Fowers in Messengers 2 - L'inizio della fine
- Erin Karpluk in Il demone dei ghiacci
- Lauren Cohan in Death Race 2
- Carice van Houten in Black Death - Un viaggio all'inferno
- Kelly Reilly in Meant to Be - Un angelo al mio fianco
- Alison Eastwood in Oltre la legge
- Jennifer Beals in Prima di domani
- Rachel House in Selvaggi in fuga
- Joan Cusack in Arlington Road - L'inganno
- Gillian Vigman in Per sempre la mia ragazza
- Dolly Wells in Copia originale
- Jeryl Prescott in High Flying Bird
- Tricia Helfer in L'ombra del male
- Ana Gasteyer in Wine Country
- Marin Hinkle in Jumanji - Benvenuti nella giungla
- María Marull in Storie pazzesche
- Jennifer Esposito in Tutto può accadere a Broadway
- Miranda Hart in Spy
- Moon Bloodgood in The Sessions - Gli incontri
- Ali Wong in Birds of Prey e la fantasmagorica rinascita di Harley Quinn
- Debra Wilson in Corsa contro il tempo - The Desperate Hour
- Laura Bruneau in Un fantasma per amico
- Stacie Randall in Un genio per amico
- Susan Vidler in Naked - Nudo
- Pia Tjelta in Diorama
- Sienna Guillory in Shark 2 - L'abisso
- Tess Degenstein in The Monkey
- Poorna Jagannathan in Wolfs - Lupi solitari

#### Serie televisive
- Sonya Walger in Terminator: The Sarah Connor Chronicles, Tell Me You Love Me - Il sesso. La vita, Scorpion
- Catherine Bell in Army Wives - Conflitti del cuore, The Good Witch, Good Witch
- Sandra Oh in Grey's Anatomy, Killing Eve , American Crime
- Christa Miller in Scrubs - Medici ai primi ferri (ep. 2x14 e st.9), Andromeda
- Lori Loughlin in Beverly Hills 90210, 90210, Quando chiama il cuore
- Allison Hossack in Falcon Beach, Saved
- Mo Collins in La vita secondo Jim, Fear the Walking Dead
- Griselda Siciliani in Il mondo di Patty, Para vestir santos - A proposito di single
- Lesley-Ann Brandt in Lucifer, Gotham
- Anne Heche in Hung - Ragazzo squillo, Masters of Science Fiction
- Ginifer King ne I fantasmi di casa Hathaway e I Thunderman
- Julie Benz in Dexter
- Sarah Lancaster in Chuck
- Lorraine Bracco in Rizzoli & Isles
- Bree Turner in Grimm
- Katrina Law in Training Day
- Yael Stone in Orange Is the New Black
- Kim Raver in Lipstick Jungle
- Lucy Lawless in Battlestar Galactica
- Vera Farmiga in Touching Evil
- Mary Stuart Masterson in Law & Order - Unità vittime speciali
- Leah Remini in The King of Queens
- Melina Kanakaredes in Oz
- María Cotiello in Il sospetto
- Katrin Griesser in La strada per la felicità
- Jessalyn Gilsig in Heroes
- Moon Bloodgood in Day Break
- Diane Delano in Everwood
- Sarah Alexander in Green Wing
- Marlee Matlin in My Name Is Earl
- Connie Nielsen in Law & Order - Unità vittime speciali
- Rochelle Redfield in Mademoiselle Joubert
- Jennifer Esposito in Samantha chi?, The Boys
- Diana Rigg in Agente speciale
- Francie Swift in Gossip girl
- Marisa Tomei in Rescue me
- Paula Marshall in Nip/Tuck
- Gabrielle Anwar in Burn Notice - Duro a morire
- Jessica Tuck in Saving Grace
- Paola Turbay in Cane Raises
- Jessica Hecht in Breaking Bad
- Kim Raver in Lipstick Jungle
- Sandrine Holt in Burn-Up Excess
- Miranda Otto in Cashmere Mafia
- Laurie Holden in The Shield
- Indira Varma in Bones
- Julia Ormond in CSI: NY
- Jaime Ray Newman in Eureka
- Samantha Mathis in Royal Pains, The Good Wife
- Leslie Grossman in 10 cose che odio di te
- Mayim Bialik in La vita segreta di una teenager americana
- Kate Levering in Drop Dead Diva
- Diane Farr in Califonication
- Cara Buono in Mad Men
- Lara Pulver in True Blood
- Marin Hinkle in Brothers & Sisters - Segreti di famiglia
- Andrea Roth in Blue Bloods
- Sarah Clarke in The Booth at the End
- Raelee Hill in Farscape - Le guerre dei Pacificatori
- Melora Hardin in Falling Skies
- Victoria Pratt in Heartland
- Eliza Coupe in Quantico
- Kelly Rutherford in The Mysteries of Laura
- Wendy Crewson in Defiance
- Ashley Leggat in The Next Step
- Virginia Williams in Young & Hungry - Cuori in cucina
- Katie Aselton in Regali da uno sconosciuto - The Gift
- Sal Neslusan in Criminal Minds
- Mía Maestro in Hannibal, The Strain
- Christine Woods in The Walking Dead
- Ann Carter in Red Oaks
- Rachael Harris in Suits
- Christina Hendricks in Tin Star
- Mageina Tovah in The Magicians
- Silvia Abascal in La cattedrale del mare
- Anja Kling in The Same Sky
- Rumer Willis in Empire
- Sonya Walger in The Catch
- Gina Holden in Un poliziotto e mezzo - Nuova recluta
- Penny Johnson Jerald in The Orville
- Iben Hjejle in The Rain
- Annika Hallin in Modus
- Jördis Triebel in Dark e L'imperatrice
- Claudine Mboligikpelani Nako in Everything Sucks!
- Rowena King in Dietland
- Diana Chrisman in The Ponysitters Club
- Jolie Jenkins in Alexa & Katie
- Sarah-Jane Redmond in Siren
- Elizabeth Rodriguez in Chance
- Mary Sohn in A.P. Bio
- Tracy Ifeachor e Christine Adams in Legends of Tomorrow
- Katrina Law in Training Day
- Carrie Schroeder in I Am Franky
- Rachel Nichols in Titans
- Diane Farr in Splitting Up Together
- Vanessa L. Williams in Me, Myself and I
- Ever Carradine in Runaways
- Sarah Chalke in Speechless
- Michelle Nolden in Northern Rescue
- Natalie Brown in Channel Zero
- Aliette Opheim in Fortitude
- Hazal Türesan in Immortals
- Rebecca Creskoff in Bates Motel
- Poorna Jagannathan in House of Cards - Gli intrighi del potere
- Chloë Sevigny in American Horror Story
- Annie Wersching in Castle
- Michelle Yeoh in Strike Back, Marco Polo
- Valerie Cruz in The Following
- Eve Best in Fate: The Winx Saga
- Linda Cardellini in Hawkeye
- Kim Yunjin in La casa di carta: Corea
- Gwendoline Christie in Mercoledì
- Genevieve O'Reilly in Ahsoka
- Jennifer Westfeldt in Will Trent
- Ming-Na Wen in E.R. - Medici in prima linea
- Eleanor Matsuura in The Day of the Jackal

#### Animazione
- Miki Kozuki in UFO Baby
- Colette Preminger in Nadja
- Biblis in Pretty Cure Max Heart
- Emma in A tutto reality presenta: Missione Cosmo Ridicola
- Peggy Hill in King of the Hill
- Senatore Mon Mothma in Star Wars Rebels[1]
- Gran Mammare in Ponyo sulla scogliera
- Suyin Beifong ne La leggenda di Korra
- Madre di Marnie in Quando c'era Marnie
- Jezebel Jade in Tom & Jerry: Operazione spionaggio[2]
- Miss Spider in Miss Spider
- Agente delle partenze in Coco[3]
- Weenie in Wilf apprendista maghetto
- Aspheera in LEGO Ninjago
- Yuko Ogino ne La città incantata (ridoppiaggio)
- Debbie Grayson in Invincible
- Eva Tong in Tomb Raider - La leggenda di Lara Croft
- Simus Al Bakharov in Mobile Suit Gundam GQuuuuuuX

#### Documentari
- Georgina Rich in The Queen That Never Was
- Michelle Beadle in Breaking Amish
- Marcia Clark in Marcia Clark Investigations
- Laura Green in Earth Diaries
- Bernice in The Tipping Points
- Christine Brown in Sister Wives
- Daisy in The Proposer
- Emma Craythorne in The Bad Skin Clinic

#### Videogiochi
- Michelle Dessler in 24: The Game (2008)[4]
- Grace Peyton in Lost Planet 3 (2013)[5]

### Direttrice del doppiaggio
- NCIS: Los Angeles
- Miss Marple
- Jordskott
- Bianca
- Grimm
- Lu e la città delle sirene
- DanDaDan (doppiaggio Netflix)